# Skylab VIII
Skylab VIII é o oitavo álbum de estúdio do cantor brasileiro Rogério Skylab, e também o oitavo de sua série de dez álbuns epônimos e numerados. Foi lançado de forma independente em 29 de julho de 2008; para promover seu lançamento, Skylab fez um show exclusivo no Cine Lapa, no Rio de Janeiro. A ficha técnica de Skylab VIII afirma que o disco foi dedicado a Marcos Petrilo, um amigo de longa data de Skylab que trabalhou como produtor executivo de seus dois primeiros lançamentos; ele é também mencionado na letra de "Meu Diário". Skylab já chegou a dizer que enquanto não considera Skylab VIII um de seus melhores álbuns, sua arte de capa é uma de suas prediletas.
Um videoclipe para "Eu Tô Sempre Dopado" foi produzido, dirigido por Amílcar Oliveira.
"Bat Masterson" é uma paródia da versão em português do tema de abertura do seriado epônimo, como cantado por Carlos Gonzaga. "Casas da Banha" foi regravada de seu álbum de estreia de 1992, Fora da Grei.
O álbum pode ser baixado gratuitamente no site oficial de Skylab.

## Recepção
O blog Just One More Night fez uma crítica favorável do álbum, afirmando que "Skylab evoluiu desde [o lançamento de] Skylab [I]", e que "ele e sua banda atingem seu ápice criativo com Skylab VIII".

## Faixas
Todas as faixas escritas e compostas por Rogério Skylab, com exceção de "Tira Tudo", por Skylab e Alexandre Guichard. 
| N.º | Título                      | Duração |  |
| 1.  | "Tira Tudo"                 | 6:13    |  |
| 2.  | "Eu Não Tô Entendendo"      | 5:21    |  |
| 3.  | "Bat Masterson"             | 4:11    |  |
| 4.  | "Eu Tô Sempre Dopado"       | 4:07    |  |
| 5.  | "Samba Bem Quente"          | 4:26    |  |
| 6.  | "Eu Preciso de Você Comigo" | 4:00    |  |
| 7.  | "Batman"                    | 4:11    |  |
| 8.  | "Eu Estou Só"               | 7:24    |  |
| 9.  | "Ladrão É Polícia"          | 4:50    |  |
| 10. | "Casas da Banha"            | 2:17    |  |
| 11. | "Peida, Peida"              | 2:53    |  |
| 12. | "Cheirando Mal"             | 3:32    |  |
| 13. | "Eu Sou Cliente de Lá"      | 5:54    |  |
| 14. | "O Ar"                      | 7:09    |  |
| 15. | "Meu Diário"                | 2:47    |  |
| 16. | "Um Furo"                   | 4:57    |  |

## Créditos
- Rogério Skylab – vocais, produção
- Thiago Amorim – guitarra
- Alexandre Guichard – violão
- Rodrigo Saci – baixo
- Bruno Coelho – bateria
- Gabriel Muzak – guitarra (faixas 1 e 5)
- Vânius Marques – gravação, mixagem
- Ricardo Garcia – masterização
- Solange Venturi – fotografia
- Carlos Mancuso – arte de capa